# Connarus lentiginosus
Connarus lentiginosus là một loài thực vật có hoa trong họ Connaraceae. Loài này được Brandegee mô tả khoa học đầu tiên năm 1915.